# Kolar (Karnataka)
Kolar (Kannada: ಕೋಲಾರ Kōlāra) ist eine Stadt im südindischen Bundesstaat Karnataka mit knapp 140.000 Einwohnern.

## Lage
Kolar liegt im Südosten Karnatakas, ca. 66 km östlich der Hauptstadt Bengaluru unweit der Grenze zum Nachbarbundesstaat Andhra Pradesh. Die Stadt ist Verwaltungszentrum des Distrikts Kolar. Kolar liegt an der nationalen Fernstraße NH 4 von Chennai über Bengaluru nach Mumbai. Der nächste Bahnhof befindet sich in Bangarpet in rund 15 km Entfernung, der nächste Flughafen in Bengaluru. Wegen der Höhenlage ist das Klima für indische Verhältnisse gemäßigt.

## Bevölkerung
Hindus bilden mit ca. 51 % die Bevölkerungsmehrheit, 46 % sind Moslems und ca. 2 % sind Christen; der Rest entfällt auf Jains, Buddhisten u. a. Der männliche und der weibliche Bevölkerungsteil sind zahlenmäßig etwa gleich hoch.

## Geschichte
Kolar war ursprünglich unter dem Namen Kuvalala (kuvaḻālapura) bekannt. Bis etwa ins 4. Jahrhundert war die Stadt die Hauptstadt der Ganga-Könige. Im 11. Jahrhundert wurde Kolar von den Cholas erobert. Später stand die Stadt unter anderem unter der Herrschaft der Hoysala-Könige, des Vijayanagar-Reiches und des Sultanats Bijapur, ehe sie 1768 von den Briten eingenommen wurde. Nach Ende der Mysore-Kriege traten die Briten Kolar wieder an das Königreich Mysore, nunmehr ein nominell unabhängiger Fürstenstaat unter britischer Oberhoheit, ab. Nach der indischen Unabhängigkeit 1947 kam Kolar mit Mysore zur Indischen Union.

## Sehenswürdigkeiten
Die Hauptsehenswürdigkeiten Kolars sind der Kolaramma- und der Someswara-Tempel. Der Someswara-Tempel entstand im 15. Jahrhundert und vertritt den Vijaynagar-Stil, während der der Lokalgöttin der Stadt geweihte Kolaramma-Tempel im 11. Jahrhundert vom Chola-König Rajendra I. gegründet wurde.

## Söhne und Töchter der Stadt
- Kenneth Powell (1940–2022), Leichtathlet